# Jelenec pampový
Jelenec pampový (Ozotoceros bezoarticus) je druh jelence žijícího na nízko položených pastvinách Jižní Ameriky. Vyhledávají stanoviště v blízkosti vody a nejlépe i s vysokou travnatou vegetací, která může v případě nouze zvíře schovat před predátorem. Mnoho jedinců žije i v mokřadech Pantanalu. Je známo, že ve volné přírodě se mohou dožít 12 let, v zajetí i více, avšak jsou ohroženi lidskou činností, především pak ztrátou přirozeného prostředí a lovu. Biologové jsou znepokojeni úbytkem těchto zvířat, jelikož ta spásáním trávy udržují přirozený vzhled pastvin. Populace jelenců pampových bývá odhadována na 80 000 kusů, přičemž většina žije na území Brazílie.

## Taxonomie a evoluce

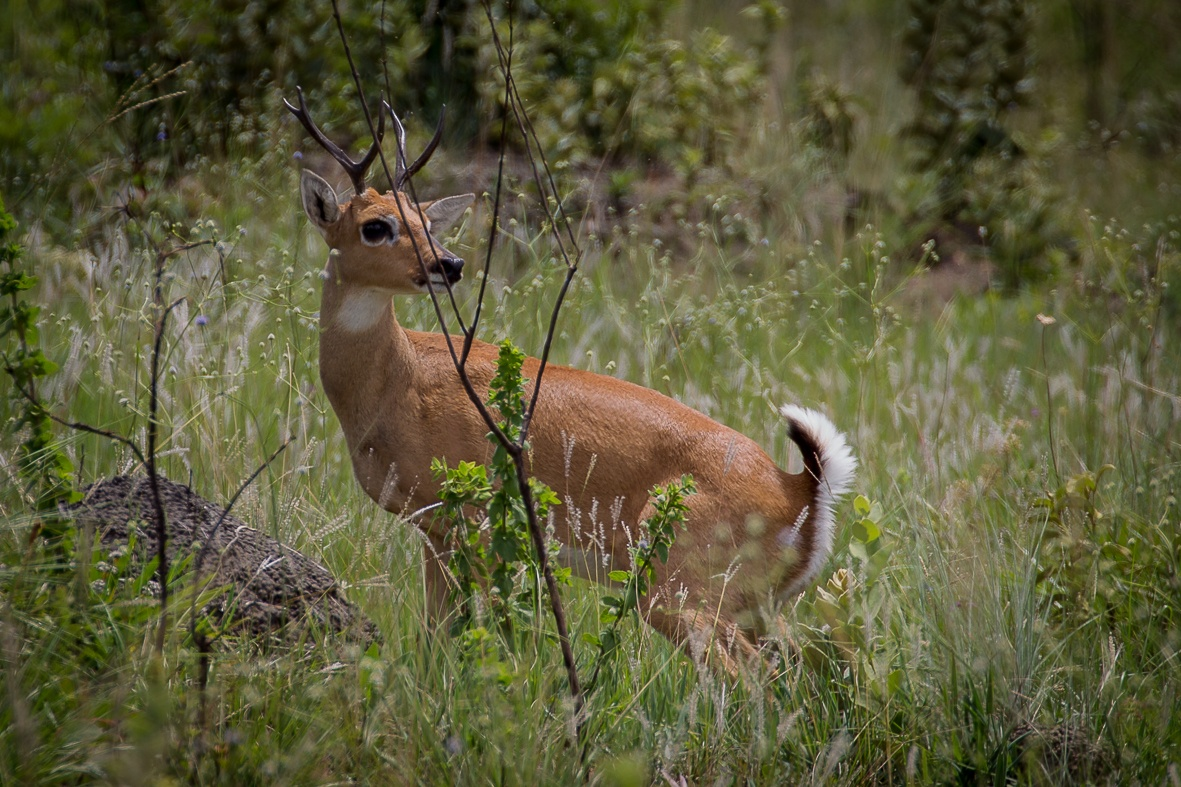
Jedinec z Brazílie

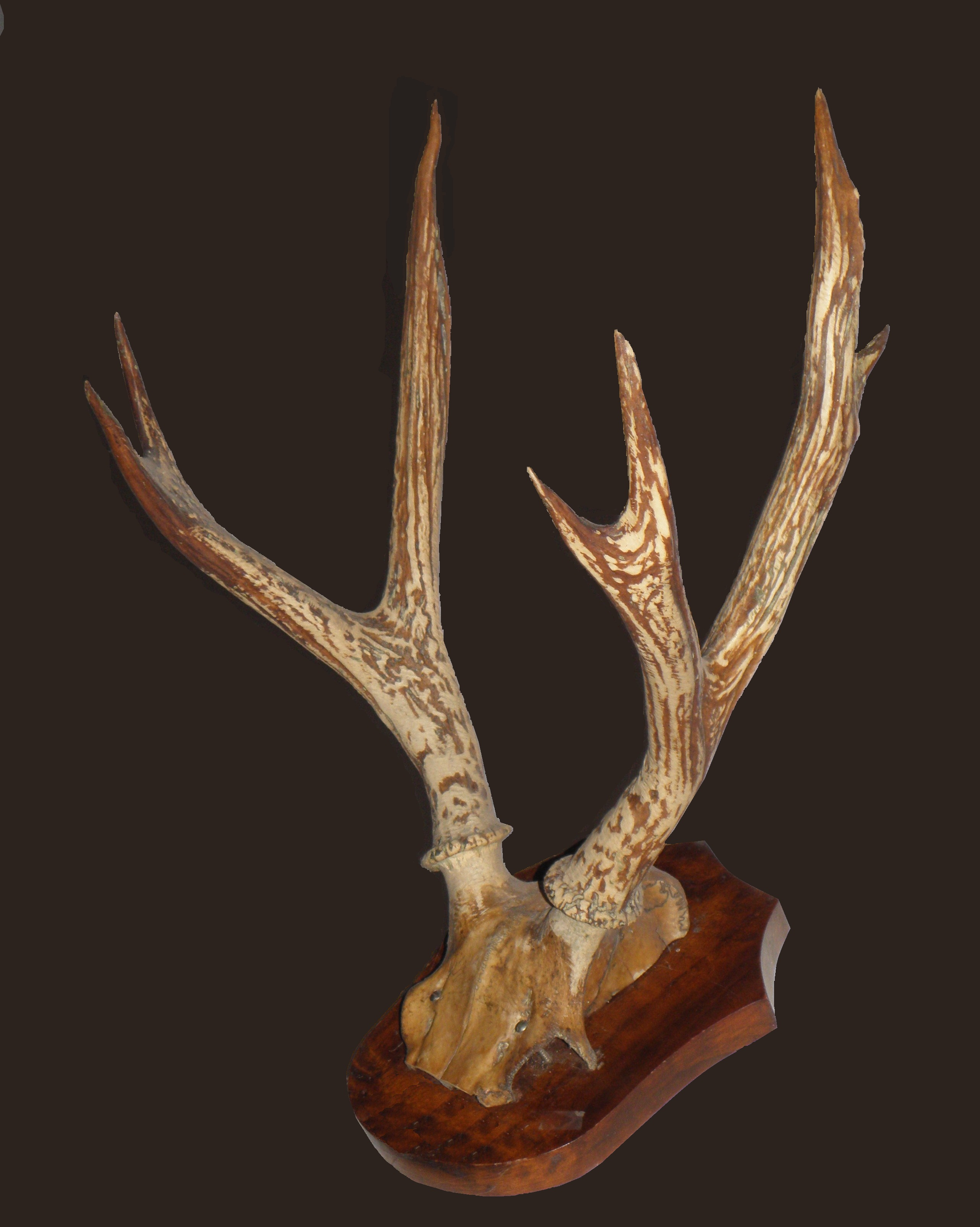
Paroží jelenců pampových

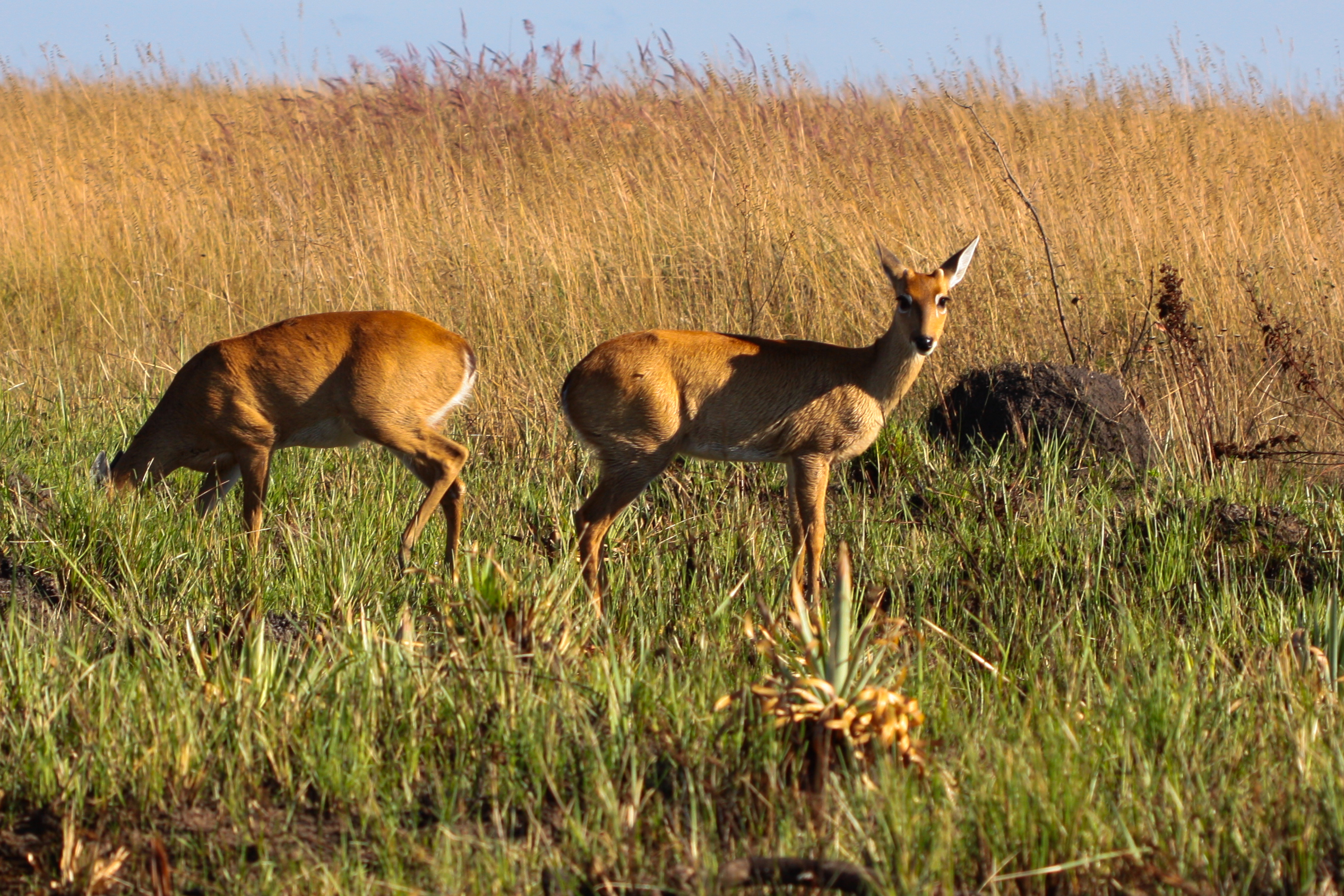
Dvojice pasoucích se samic

Jelenci pampoví jsou označováni jako jedni z novosvětských druhů, což je označení pro jihoamerické druhy jelenů. Fosilie dokazují, že novosvětští jeleni cestovali ze Severní do Jižní Ameriky v souvislosti s tzv. Great American Interchange před 2,5 miliony lety, tedy po vzniku Panamské šíje. Jednalo se o proces, při kterém se stěhovala zvířata ze Severní Ameriky přes Střední Ameriku do Jižní Ameriky a naopak, protože vznikla již zmíněná Panamská šíje, která spojila dříve oddělené kontinenty. Kvůli vysoké kyselosti půdy a kontinentálnímu ledovci bylo ale mnoho pozůstatků té doby zničeno, takže se neví, jak v té době jelenci pampoví nebo jejich předci vypadali. První přímí předci dnešních jelenců se pravděpodobně vyvinuli během pleistocénu.
Vědci se domnívají, že jelenci pampoví se vyvíjeli bez přirozených predátorů, jelikož byl objeven zvláštní poklus, kterým se pohybují, a typický zápach vycházejí z jejich kopyt. Podobné geny jako jelenci pampoví mají další druhy jelenců, především jelenec bahenní. Jedinečné na jejich genech jsou například dva druhy kondenzovaných chromozomů.
Počet poddruhů jelence pampového je spekulativní, některé zdroje uvádějí poddruhů pět, jiné pouze tři. Běžně jsou ale uváděny pouze tři; nominátní Ozotoceros bezoarticus bezoarticus, poddruh, který žije ve východní a střední Brazílii od řeky Amazonky až po Uruguay, Ozotoceros bezoarticus leucogaster, poddruh z jihozápadní Brazílie, jihovýchodní Bolívie, Paraguaye a Ozotoceros bezoarticus celer ze severní Argentiny. Poslední uvedený poddruh je ten nejvzácnější.

## Popis
Jelenci pampoví mají srst, která může být v různých odstínech hnědé. Na vnitřní straně nohou bývá srst světlejší. Srst se přes rok nemění. Na hrdlech a horních čelistech mají bílé skvrnky. Kohoutková výška se pohybuje mezi 60 až 65 cm u samic, u samců je to více, tedy 65 až 70 cm. Ocasy jsou krátké s hustou srstí, na délku mívají okolo 10 až 15 cm. Při běhu mají jelenci ocas zvednutý a je vidět i bílá srst na jeho spodní straně (podobně je tomu například u jelenců běloocasých).
Dospělí samci mohou vážit 24 až 34 kg, avšak byly zdokumentovány i kusy o hmotnosti 40 kg. Samice běžně váží v rozmezí od 22 do 29 kg. Druh jelenec pampový je oproti jiným jelenovitým poměrně malý, s výrazným pohlavním dimorfismem. Samci mají malé, lehké parohy, které v srpnu nebo září shazují. Samice mají místo parohů pouze takové „pahýlky“. Samci ze žláz na kopytech vylučují silný zápach, který lze zachytit až na vzdálenost 1,5 km. V porovnání s jinými přežvýkavci mají jelenci pampoví vzhledem ke své velikosti malá varlata.

## Chování
Jelenci pampoví jsou skupinová zvířata; tvoří malé skupinky o dvou až šesti jedincích. Jsou to převážně denní a nepříliš aktivní zvířata. Přes den se příliš nepohybují, pouze se pasou, čímž se pomalu posouvají. Tito přežvýkavci jsou velmi zvědaví a nebojí se přijít ani blízko k pozorovatelům, lidem, což z nich v očích pytláků dělá snadnou kořist.
V případě blížícího se nebezpečí může jelence pampové ochránit především vegetace a oni toho využívají. Nejsou to rychlí běžci ani nedokáží dělat velké skoky, proto je jejich nejspolehlivější taktikou schovávání se ve vysoké trávě. Samice jsou dobrými matkami a v případě, že vidí možné nebezpečí, v zájmu svých mláďat často simulují kulhání, aby na sebe obrátily pozornost predátora.

### Rozmnožování
Jelenci pampoví nejsou monogamní zvířata ani si samci nevytvářejí harémy; na jednoho samce v době páření připadá jedna samice. Období páření jelenců pampových v Argentině trvá od prosince do února, v Uruguayi je to pak od února do dubna. Vše začíná námluvami, kdy se samec dvoří samici. Samec vydává bzučivé zvuky a po dlouhou dobu následuje samici. Někdy samice na námluvy reagují i tím, že si lehnou na zem.
Jelenci pampoví nejsou teritoriální zvířata ani v případě období páření a svá území si nechrání, avšak projevují různé znaky dominance. Například v případě, že chce samec vyštvat jiného samce, který si namlouvá „jeho samici“, začne domácí samec chodit s hlavou vysoko zdviženou a promyšlenými pohyby se snaží nového samce odsunout pryč. Pokud se ale tato taktika nedaří, začnou samci přejíždět parožím po zemi. V průběhu toho si území značkují močí, výkaly nebo zapáchajícím sekretem ze žláz v kopytech. Nakonec se samci začnou kousat.
Po spáření je následně samice březí po dobu asi sedmi měsíců a několika týdnů a většina kolouchů se rodí v období mezi zářím a listopadem. Ještě před porodem se každá samice oddělí od stáda a najde si klidné místo. Běžná hmotnost novorozených jelenců je okolo 2,2 kg. Ke stádu se opět i s mládětem připojuje v průběhu následujících dvou dnů. Kolouchové jsou malí a podobně jako je tomu u jiných mláďat jelenovitých, i oni mají bílé skvrnky na hřbetě, které se ve dvou měsících života ztrácejí. Samice kojí své mladé po dobu asi 6 týdnů, ti pak následně přecházejí na pevnou stravu. S matkami zůstávají po další rok, dokud se nestávají pohlavně dospělými.

### Potrava
Jelenci pampoví se živí listím, větvičkami keřů a bylinami. Většina jimi konzumovaných rostlin roste na vlhkých půdách. Tito sudokopytníci často o potravu soutěží s dobytkem. Jejich výkaly byly několikrát studovány a porovnávány s výkaly dobytka. Bylo zjištěno, že oba druhy jedí stejné rostliny, avšak v různých poměrech, Jelenci jedí méně trávy, naopak více se živí bylinami a rostlinami s listy a větvičkami. Během období dešťů tvoří 20 % jejich stravy čerstvá tráva.
Jelence pampové lze vidět stát na zadních nohách, když si shánějí potravu.